# Madrigall

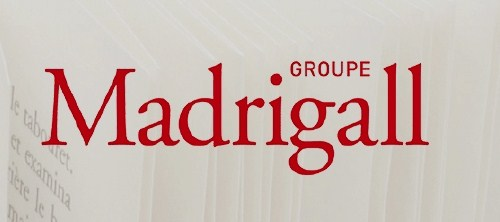
Logo der Gruppe

Madrigall, S.A. mit Sitz in Paris ist eine familiengeführte französische Verlagsgruppe, die mehrerer bedeutender Verlage, darunter Gallimard, Flammarion und Casterman.

## Wirtschaftliche Eckdaten
Madrigall ist eine der größten französischen Verlagsgruppen. Der konsolidierte Konzernumsatz betrug im Jahr 2014 rund 440 Millionen Euro. Das Unternehmen hat die Rechtsform einer Société Anonyme. Président-directeur général ist Antoine Gallimard.
Mit Tochtergesellschaften und Niederlassungen in Frankreich, Belgien, Kanada und der Schweiz betreibt die Holding das Verlagsgeschäft im engeren Sinne, aber auch den Vertrieb, den Groß- und den Einzelhandel mit Verlags- und Medienprodukten.

## Geschichte
Madrigall ist ein Anagramm des Namens Gallimard. 1992 gründete Antoine Gallimard gemeinsam mit seiner Schwester Isabelle Gallimard diese Holding. Ende der 1990er Jahre kaufte die Familie Gallimard den anderen Gesellschaftern, nämlich Einaudi und Havas, ihre Anteile ab. Danach betrug der Aktien-Anteil der Familie rund 60 %. Im Januar 2003 kaufte man die übrigen Minderheits-Aktionäre für rund 98 Millionen Euro heraus. Danach hielt die Familie 98 % der Anteile.
2012 kaufte Madrigall die Éditions Flammarion für 251 Millionen Euro von der RCS MediaGroup ab.
2013 beteiligte sich der Luxuskonzern Moët Hennessy Louis Vuitton mit einem Anteil von 30 Millionen Euro am Aktienkapital von Madrigall. Dies entspricht rund 9,5 % des Aktienkapitals.